# Delvis rapport
Delvis rapport dækker, ift. Georg Sperlings klassiske eksperiment fra 1960, over at forsøgspersoner kun skal gengive nogle præsenterede enheder, i modsætning til komplet rapport, hvor alle enheder skal gengives.  
Når der tales om ikonisk hukommelse, der omfatter en kortvarig lagring af visuel information, nævnes ofte Sperlings eksperiment. Sperling anvendte et takistoskop til at præsentere tre rækker med fire bogstaver, som blev vist i 50 millisekunder, for nogle forsøgspersoner (Sperling, 1960). Efter præsentationen af de tre rækker hørte forsøgspersonerne en tone med enten en lav, medium eller høj frekvens. Denne tone blev brugt til at signalere, hvilken række som forsøgspersonerne skulle gengive. Den lavfrekvente tone signalerede at forsøgspersonerne skulle gengive den nederste række, den medium frekvente tone signalerede at forsøgspersonerne skulle gengive den midterste række, og den højfrekvente tone signalerede, at forsøgspersonerne skulle gengive den øverste række. Dette betegnes som en delvis rapport, da kun nogle af de præsenterede enheder skal gengives. Resultaterne fra eksperimentet viste, at forsøgspersonerne stort set var i stand til at gengive alle bogstaverne i den pågældende række, uanset hvilken tone der blev afspillet for dem. Sperling varierede intervallet fra at alle tre bogstavrækker var blevet vist til at en af de tre mulige toner blev afspillet fra nul til et sekund. Her fandt han, at når tonen blev afspillet mere end 200 til 300 millisekunder efter at bogstavrækkerne var blevet præsenteret, så blev forsøgspersonernes delvise rapport forværret.  
Sperlings resultater viste i sidste ende, at mennesket har en visuel sensorisk hukommelse (ikonisk hukommelse), som har en stor kapacitet, og som lagrer en stor del af den visuelle information, som vi registrerer. Baggrunden for dette var, at forsøgspersonerne måtte have gemt sensoriske indtryk af enhederne i alle rækkerne, eftersom de var i stand til at gengive en række på baggrund af en afspillet tone, efter at være blevet præsenteret for alle tre rækker. Resultaterne indikerer desuden, at varigheden på denne hukommelse er på mellem 200 og 300 millisekunder.  
Et af Sperlings eksperimenter viste dog, at hvis de præsenterede bogstavrækker både bestod af vokaler og konsonanter, og den efterfølgende præsenterede tone signalerede om forsøgspersonerne skulle gengive enten vokalerne eller konsonanterne, så faldt forsøgspersonernes præstation. Dette fik bl.a. Sperling til at opfatte den ikoniske hukommelse som værende ikke-semantisk, men rent visuel. Andre forsøg har dog vist, at der er tilfælde, hvor det er muligt at give en delvis rapport på baggrund af en kategorial ledetrådr.